# Fleming (stanice metra v Soluni)
Fleming (řecky Φλέμινγκ) je stanice metra v Soluni. Leží na lince 1 a budované lince 2 mezi stanicemi Efkleidis a Analipsi. Stanice se jmenuje podle přilehlé stejnojmenné ulice, která nese jméno skotského vědce Alexandra Fleminga. Stanice byla společně s celou linkou 1 otevřena veřejnosti 30. listopadu 2024.
Stanice Fleming se vyskytuje už v plánech metra z 80. let 20. století pod svým současným názvem. Výstavba stanice si vyžádala celou řadu dopravních omezení v přiléhajících ulicích. Ke slavnostnímu otevření stanice došlo společně se zbytkem první linky 30. listopadu 2024.

## Popis stanice
Stanice je podzemní a nachází se při křižovatce ulice Fleming s významnou ulicí Delfon v hustě obydlené jihovýchodní části Soluně, která je známá svými problémy s parkováním. Rozkládá se na třech podzemních patrech. Hlavní vstup do stanice se nachází přímo na prostranství mezi ulicí Delfon a Makedonias, další vstupy jsou na opačné straně ulice. Vstupy jsou kryty proskleným zastřešením, které maximalizuje přístup slunečního světla do prostor stanice.
Ve stanici se nachází jedno ostrovní nástupiště a dvě koleje. Nástupiště je zabezpečeno automatickými posuvnými dveřmi. Stanice je bezbariérově přístupná. Dlážděné podlahy jsou vybaveny zářezy, které mají pomoci s orientací znevýhodněným cestujícím. Nástupiště je přístupné po eskalátorech, po schodišti a pomocí výtahu.

## Archeologie
Ve stanici Fleming byla v roce 2012 nalezena římská nekropole z 2. až 4. století n. l., která poskytla poznatky o pohřebních zvyklostech tehdejší společnosti. Nalezeny byly různé typy hrobů a tisíce náhrobních kamenů, přičemž se jednalo především o jednoduché hrobky odhalující náboženské tradice starověké Soluně. Dle stavební firmy Attiko Metro se jednalo o jednu z méně důležitých lokalit ve městě, což umožnilo pokračování stavebních prací bez větších zdržení.